# Dariusz Górniak (oficer)
Dariusz Andrzej Górniak  (ur. 8 grudnia 1967 w Śmiglu) – generał brygady Wojska Polskiego, dowódca 12 Brygady Zmechanizowanej (2014–2017), od 2019 kierownik Katedry Obronności i Bezpieczeństwa Narodowego w Akademii Nauk Stosowanych TWP w Szczecinie.

## Wykształcenie
W 1986 rozpoczął służbę wojskową jako podchorąży Wyższej Szkoły Oficerskiej Wojsk Pancernych imienia Stefana Czarneckiego w Poznaniu, którą ukończył w 1990. Od 1996 do 1999 studiował w Akademii Wojskowej im. Michaiła Frunzego w Rosyjskiej Federacji w Moskwie. W roku 2006 ukończył Podyplomowe Studia Operacyjno - Strategiczne w Akademii Obrony Narodowej w Warszawie. W 2009 ukończył Podyplomowe Studia Polityki Obronnej w Akademii Obrony Narodowej w Warszawie.

## Służba wojskowa
Po ukończeniu Wyższej Szkoły Oficerskiej Wojsk Pancernych w Poznaniu objął stanowisko dowódcy plutonu w 9 pułku zmechanizowanym w Stargardzie Szczecińskim. Od 1995 pełnił obowiązki dowódcy kompanii czołgów w 6 Brygadzie Pancernej, a następnie od 1999 obowiązki dowódcy batalionu czołgów. W latach 2001–2005 pełnił obowiązki szefa sztabu i czasowo dowódcy 6 Brygady Pancernej w Stargardzie Szczecińskim w 2005.
Od 3 września 2003 do 13 lutego 2004 uczestniczył w I zmianie w składzie Międzynarodowych Sił Stabilizacyjnych Polskiego Kontyngentu Wojskowego w Iraku. 24 lipca 2006 został zastępcą dowódcy 7 Brygady Obrony Wybrzeża w Słupsku, a od 27 kwietnia do 30 września 2008 pełnił obowiązki dowódcy brygady. Został skierowany na podyplomowe studia polityki obronnej w Akademii Obrony Narodowej. W roku 2009 piastował stanowisko zastępcy dowódcy 20 Brygady Zmechanizowanej w Bartoszycach, a w 2010 został zastępcą szefa wojsk pancernych i zmechanizowanych Dowództwa Wojsk Lądowych. Na podstawie decyzji Ministra Obrony Narodowej z 18 listopada 2013, z dniem 1 stycznia 2014 został wyznaczony na stanowisko dowódcy 12 Brygady Zmechanizowanej w Szczecinie, dowodzenie przejął 31 grudnia 2013. 
1 sierpnia 2015 został mianowany na stopień generała brygady. Akt mianowania odebrał z rąk prezydenta Rzeczypospolitej Polskiej Bronisława Komorowskiego. W roku 2016 jako dowódca 12 BZ dowodził Wyszehradzką Grupą Bojową Unii Europejskiej, która pełniła półroczny dyżur. 10 stycznia 2017 przekazał obowiązki dowódcy 12 Brygady Zmechanizowanej i  decyzją Ministra Obrony Narodowej został przeniesiony do rezerwy kadrowej wykonując obowiązki w dowództwie 12 BZ. Decyzja nr 60 z dnia 8 stycznia 2018 ministra obrony narodowej Antoniego Macierewicza o zwolnieniu z dniem 31 stycznia 2018, została uchylona przez ministra obrony narodowej Mariusza Błaszczaka. 
Z dniem 31 stycznia 2019 w wieku 52 lat zakończył zawodową służbę wojskową; został pożegnany w Szczecinie w sali ceremonialnej przez dowódcę 12 Szczecińskiej Dywizji Zmechanizowanej im. Bolesława Krzywoustego gen. dyw. Macieja Jabłońskiego. Aktualnie wykładowca i kierownik Katedry Obronności i Bezpieczeństwa Narodowego w Akademii Nauk Stosowanych TWP (dawniej Wyższa Szkoła Humanistyczna TWP) w Szczecinie.

## Awanse
- podporucznik – 1990[1]

(...)
- generał brygady – 1 sierpnia 2015[24]

## Ordery i odznaczenia
- Srebrny Medal za Długoletnią Służbę
- Złoty Medal „Siły Zbrojne w Służbie Ojczyzny” – 2016[25]
- Gwiazda Iraku
- Brązowy Medal „Za zasługi dla obronności kraju”

- Brązowy Medal „Siły Zbrojne w Służbie Ojczyzny”
- Medal Pamiątkowy Wielonarodowej Dywizji Centrum-Południe w Iraku
- Srebrny Medal „Za Zasługi dla LOK”
- Odznaka II Klasy (Złota) „Za Zasługi dla Związku Żołnierzy Wojska Polskiego
- Medal „Za Zasługi dla Światowego Związku Żołnierzy Armii Krajowej”[26]

## Wyróżnienia
- Odznaka II Klasy (Złota) „Za Zasługi dla Związku Żołnierzy Wojska Polskiego – 2014[27]
- Odznaka pamiątkowa 6 Brygady Pancernej – 1999, ex officio
- Odznaka pamiątkowa Podyplomowych Studiów Operacyjno - Strategicznych w AON – 2006
- Odznaka pamiątkowa 7 Brygady Obrony Wybrzeża – 2008, ex officio
- Odznaka pamiątkowa 20 Brygady Zmechanizowanej – 2009, ex officio
- Odznaka pamiątkowa Podyplomowych Studiów Polityki Obronnej AON – 2009
- Odznaka pamiątkowa  Dowództwa Wojsk Lądowych  – 2010
- Odznaka pamiątkowa 12 Brygady Zmechanizowanej – 2014, ex officio
- Odznaka honorowa „Za Zasługi dla Związku Kombatantów RP i Byłych Więźniów Politycznych”
- tytuł „Zasłużony dla Straży Miejskiej Miasta Szczecin” – 2016[28]